# 對聯合國的批評
對聯合國的批評包括关于该组织各个方面的许多论点，如政策、意识形态、代表权平等、行政管理、执行裁决的能力和意识形态偏见。经常被引用的批评点包括：人们认为该机构缺乏效力（包括在先发制人的措施和从社会争端到全面战争等现有冲突的缓和方面完全缺乏效力）绥靖、勾结、宣扬全球主义、不作为、对大会实行全面控制的国家滥用权力、腐败，以及挪用资源。联合国的一些决定被视为未能预防武装冲突和执行《联合国宪章》。

## 哲學和道德上的批評

### 道德相對主義
2004年，以色列前任駐聯合國大使戈爾德出版了一本書《巴別塔：聯合國如何推動全球混亂》（Tower of Babble: How the United Nations Has Fueled Global Chaos）。書中批判了聯合國奉行的道德相對主義，指責其在一定程度上縱容了種族滅絕和恐怖主義，而沒有積極介入。書中認為在聯合國剛剛成立時，因為成員國都是同盟國的正義陣營，從而在面對以法西斯國家為主的非聯合國會員國時能採取一個鮮明的立場反對邪惡，但在那麼多年過去，聯合國會員國的成分早已魚龍混雜，184個會員國中只有75個國家符合自由之家對「自由國家」評選的標準。戈爾德稱，聯合國內的情勢已經逆轉，使得它相對更受獨裁國家的影響。
北韓最高領導人金正日於2011年死去後，聯合國大會決定為其默哀。這導致西方國家的拒絕以至抵制。 捷克聯合國特派團的一名官員說，協助捷克革命與改革的前總統瓦茨拉夫·哈維爾也在近日過世，他們並未要求聯大為哈維爾默哀。

### 全球影響力的質疑
最早自20世紀50年代開始，在聯合國內就有過關於聯合國的權責及其勢力範圍的爭論。早期對聯合國進行質疑和抵抗的是在美國的約翰·伯奇協會，其在1959年主持了「讓我們走出聯合國」的行動。他們認為聯合國的目的是建立一個「世界政府」。
時任法國總統戴高樂就直言批判聯合國為「木工機械」，不相信聯合國對維護世界和平有所幫助。他稱他寧願直接與其他各國締結防禦條約，也不會接受聯合國的指示。

### 人口控制和墮胎的爭論
聯合國人口基金被指控對一些團體予以資助，以促進和支持政府強制墮胎和強制絕育。有關這些指控的爭論導致了該組織與美國政府之間的關係不穩定，先後有三位美國總統即雷根、老布希和小布希曾經從聯合國人口基金中抽回資金。
聯合國人口基金曾在1990年代中後期對秘魯提供援助以支持其控制人口的計劃，後來秘魯政府的檔案曝光被發現原定方案竟然是強制絕育。人口基金並沒有被查出直接捲入醜聞，但由於它在之後繼續提供資金，成為外界批評的對象。

## 行政批評

### 大國代表性
有批評指安理會五個常任理事國（中國、法國、俄羅斯、英國和美國）都是核大國，他們讓安理會成為了一個核武國家專屬的權力俱樂部。不同於聯合國大會，聯合國安理會在國際格局中並沒有真正的國際代表性。這使得一些聲音指責聯合國安理會僅關注和解決常任理事國的戰略利益和政治動機，特別是在人道主義干預上：比如，在1991年波斯灣戰爭中優先保護石油資源豐富的科威特，但在1997年面對貧瘠的盧安達發生大屠殺時，卻沒有積極介入導致悲劇發生。

### 安理會理事國問題
在理論上，任何國家都可以被選為安理會的非常任理事國，但批評者認為這是遠遠不夠的。相反，他們認為，常任理事國的範圍應該擴大以至包括非核大國，這將使得安理會這個機構民主化。還有一些國家建議完全廢除安理會常任理事國這一設置，其中比較著名的是加拿大的前總理保羅·馬丁的方案。

### 否決權爭議
對安理會的另一個批評是五個常任理事國的權力（主要指否決權）。依照《聯合國憲章》的規定，任何一個常任理事國都擁有一票否決權，可以強行阻止任何安理會可能採取的行動。而其中一個國家的反對，通常不是大多數國家的意向，因此可能導致聯合國對危機和衝突進行回應的效率會被削弱。例如，約翰·J·米爾斯海默曾說：「自1982年以來，美國已經否決了32項安全理事會譴責以色列的決議，其投反對票的次數超過其他全部安理會成員投反對票數量的總和。」在阿拉伯地區許多國家包括以色列進入聯合國後，在阿拉伯國家的多次建議下，聯合國安理會曾多次動議譴責以色列，但都被美國全部否決。批評者認為，以色列在聯合國能受到美國的庇護，但阿拉伯國家特別是巴勒斯坦卻沒有相應的地位。除了美國，俄羅斯也多次否決安理會關於制裁敘利亞的決議。另外在1983年，作為俄羅斯聯邦的前身，蘇聯否決了安理會關於大韓航空007號班機空難對蘇聯進行譴責的決議。

### 黑箱操作
聯合國安理會被批評經常進行黑箱操作，安理會常任理事國之間互相私下會晤達成共識，再在安理會會議上投票通過。曾任聯合國高級僱員的厄斯金·巴頓德斯就指出聯合國安理會內有三種勢力，互相博弈以控制安理會。他認為這種現像簡直就像世襲貴族一樣，批判安理會的成員十分骯髒，讓安理會成為了一個橡皮圖章。1973年第四次中東戰爭爆發時，時任中華人民共和國駐聯合國代表喬冠華就當眾批判美蘇兩國在安理會內達成關於阿以衝突的秘密協定以獲取利益。

### 民主性質
聯合國系統內的民主和制衡效力從一開始就遭受質疑。一些人士否認聯合國存在民主，認為聯合國只偏向某些國家的利益。 世界聯邦主義者運動召集人迪特·海因里希指出，強大的安理會系統本身並不具備完整的三權體系，但是《聯合國憲章》卻賦予了安理會極大的權力，這就使得聯合國內的權力失衡卻得不到制約。
另外一個值得關注的是，聯合國安理會內五個常任理事國在世界武器出口國中均位列前七。

### 聯合國系統
根據曾任以色列外交部發言人的伊加·帕爾默說，以色列是聯合國內唯一一個沒有參與任何联合國下屬機構的聯合國成員國，在整個聯合國系統中，它被聯合國的其他會員國阻止了。帕爾默聲稱，由於聯合國的機制不成熟，以色列被系統地排除在許多國際及地區組織外，以色列甚至在聯合國內也遭到刁難。按照地理劃分，以色列本來應該屬於亞洲的地理部分，但由於阿拉伯及穆斯林國家在該地區（如伊朗、伊拉克等）的反對，它被強行排除在外。雖然西方國家和其他一些國家樂意承認它，但這仍十分有限。

## 效力批評
許多人士質疑聯合國特別是在21世紀所能發揮的效力。儘管《聯合國憲章》要求聯合國「維持國際和平及安全；並為此目的：採取有效集體辦法，以防止且消除對於和平之威脅，制止侵略行為或其他和平之破壞；並以和平方法且依正義及國際法之原則，調整或解決足以破壞和平之國際爭端或情勢。」但有時因為安理會常任理事國的阻撓，聯合國無法達成前兩個目標。如果沒有安理會內五個常任理事國的一致同意，聯合國就無法對地區局勢進行介入，而最多只能派駐觀察員進行匯報及建議。而面對不同的情況，安理會各國也會根據自身的利益做出不同的決定。
1962年古巴飛彈危機發生時，時任聯合國秘書長吳丹為了讓美國的甘迺迪總統和蘇聯的赫魯雪夫雙方能夠緩和和談判，從而耗費了大量的時間和精力，成為危機能夠最終落幕的一個關鍵因素。2005年蘭德公司的一份研究報告認為，在過去聯合國的維和行動中只有三分之二是成功的，而這比美軍直接介入處理的成功率還要低。此外，在2005年的人類安全報告中認為，在冷戰結束後，由於兩極格局的消亡，儘管戰爭的數量逐漸下降，但是種族滅絕和其他一些侵犯人權的行為卻愈演愈烈。而聯合國及其下屬的維和部隊卻不能及時解決這些問題。
聯合國內的官僚主義也被指為造成聯合國系統臃腫及效率低下的原因之一。 1994年，曾任聯合國秘書長特別助理的穆罕默德·薩赫農出版了《索馬利亞：錯失良機》一書。他在書中分析了造成1992年聯合國介入索馬利亞局勢失敗的原因。他認為，自1988年索馬利亞開始爆發內戰到1991年1月穆罕默德·西亞德·巴雷的政權垮台這段期間，聯合國錯失了至少三次機會來阻止在當地發生的動盪和危機。在聯合國試圖提供人道主義援助時，由於這些援助完全由非政府組織主導，他們的能力之低和奉獻精神之高形成鮮明對比。聯合國的官僚作風（如聯合國的特派專員沒有直接和各方領袖聯繫，卻跑到奈洛比組織會議召集他們前來開會）直接導致事態進一步惡化。穆罕默德·薩赫農警告，如果聯合國在以後依然不進行調整和改革，那麼聯合國將繼續無法就以後發生的衝突進行及時和有效的處理和調停。

## 外交和政治批評

### 無力阻止種族衝突
許多批評人士，甚至包括聯合國的支持者都質疑聯合國大會決議的效力。因為在大多數情況下很多行為並不和安理會的決議產生衝突，所以產生的影響不是很壞。在聯合國的早期，比較知名的例子是在孟加拉國解放戰爭和1971年孟加拉大屠殺中巴基斯坦軍隊對孟加拉地區的印度教徒犯下的暴行。批評者認為，聯合國在這些問題上的決議完全無效。最後唯有印度軍隊介入才平息事態。另外一個例子是在1995年7月的斯雷布雷尼察大屠殺，由拉特科·姆拉迪奇帶領下的塞族共和國軍隊在波斯尼亞戰爭期間執行對波斯尼亞人的屠殺。聯合國宣佈在當地建立安全區，並派駐400名維和人員在當地保護難民，但聯合國的部隊並沒有採取任何行動阻止大屠殺的進行。在21世紀，最著名的是達爾富爾衝突。蘇丹政府主導和縱容軍隊和民兵對土著居民進行種族清洗。到目前為止，已有三十萬平民死於其中，但聯合國對這一嚴重的反人類的侵犯人權行為卻不能做出有效制止。在聯合國大會第68屆會議上，紐西蘭總理約翰·基伊嚴厲批評聯合國對敘利亞危機處理的無能。兩年之後，敘利亞內戰爆發。

### 冷戰處理爭議
1967年，美國共和黨總統候選人理查·尼克森批評聯合國在處理冷戰的相關問題上是「過時和不足勝任的」。被隆納·雷根總統任命為駐聯合國大使的珍妮·柯克帕特里克於1983年在《紐約時報》撰文，稱在安理會進行討論的過程更像是搶劫而不像是在進行辯論和解決問題。

### 以阿衝突爭議
在聯合國大會以及安理會的討論中，以巴衝突抑或以阿衝突經常是會議的主題，佔據了大量的與會者的辯論時間、聯合國的資源，並為此推出了無數的決議。美國國務卿約翰·克里曾指責聯合國人權理事會過度集中於對以色列侵犯人權的指控。聯合國秘書長潘基文亦承認聯合國對以色列抱有偏見。其他一些政論家如戈爾德、艾倫·德肖維茨、馬克·德雷福斯、羅伯特·S·威斯特里奇、艾倫·凱斯，以及反誹謗聯盟都認為聯合國對於以色列在和阿拉伯及巴勒斯坦地區發生的衝突中的行為過於關注。威斯特里奇研究指出：「在過去的四十年中，聯合國人權理事會（前身為人權委員會）通過的重要決議中的三分之一都是針對以色列的。相比之下，對於中國、俄羅斯、北韓、古巴、沙烏地阿拉伯、敘利亞甚至是辛巴威的人權問題，理事會（委員會）甚至沒有一個單獨的決議來譴責他們。」
1947年，聯合國大會採納巴勒斯坦特別委員會的提議，通過關於以阿分治的決議。這是聯合國最早的關於以阿問題的決議。政治評論家阿蘭·德肖維茨指出，在第一次中東戰爭後，聯合國對「難民」的定義適用於逃離以色列控制地區的原巴勒斯坦地區阿拉伯人。
2007年，聯合國人權理事會主席多魯·羅穆盧斯·科斯泰亞表示聯合國人權委員會在以巴衝突的處理中是「失敗」的。
聯合國推動了以色列和其他幾個鄰國的和平談判，距離最近的一次是2002年的和平路線圖。但在1975年通過的極具爭議的聯合國大會第3379號決議，認定猶太復國主義是一種種族主義和種族歧視。當時的以色列代表哈伊姆·赫爾佐格在決議通過後做了發言，在發言的最後，說完了「對於我們猶太民族，它無非是一張紙，我們也確實把它當作一張紙。」他隨即把決議撕碎，隨後退出會場。

### 台灣地位問題
自1971年以來，中華民國（台灣）被退出聯合國後，這個大約擁有2300萬人民的自治地區一直徘徊在外交盲點中，被聯合國和其附屬單位禁止，例如：世界衛生組織。而其地區之奧林匹克運動員以使用中華台北的旗幟及名義參加比賽。聯合國承認並遵守一個中國政策，該政策規定世界上只有一個中國，台灣地區是「中華人民共和國」不可分割的一部份。台灣聯合國宣達團團長歐江安表示：“聯合國一直倡導正義與人權，但它們卻假裝我們不存在。它令人感到羞辱，荒謬而幼稚。”

## 其他丑闻

### 石油換食品計劃
除了对基本方法的批评外，石油换粮食方案还受到广泛的腐败和滥用。在其存在的整个过程中，该项目一直受到指控，称其部分利润被非法挪用给伊拉克政府和联合国官员。

### 联合国维和部队对儿童的性虐待
有记者目睹了联合国介入后，柬埔寨、莫桑比克、波斯尼亚和科索沃的卖淫活动迅速增加，后两者由北约维和部队进驻。在1996年联合国的研究《武装冲突对儿童的影响》中，莫桑比克前第一夫人格拉萨·马谢尔记录道：“在为本报告编写的关于武装冲突局势中对儿童的性剥削的12项国家研究中，有6项表明，维和部队的到来与儿童卖淫的迅速增加有关。”
2011年，联合国发言人证实，经过长达一年的调查，16名贝宁维和人员被禁止与他们一起服役。在参与的十六名士兵中，有十名是指挥官。他们未能维持一个防止性剥削和性虐待的环境。早些时候，联合国部队在刚果、柬埔寨和海地发生了性行为不端的报道，早些时候，摩洛哥维和人员在科特迪瓦发生了一起事件。

### 2017年除夕微博事件
2017年除夕，“联合国”官方新浪微博发布两条微博，内容上将年夜饭和饥饿人群、礼花和战乱炮火放在一起作对比，呼吁关注饥饿、关注战乱。但此举引发中国大陆网民和媒体的不满与谴责。其中一条涉事微博收到至少5.4万条评论，绝大多数为批评，其中一条指责联合国此举是想要用“西方文化”给中国民众洗脑。
中国大陆媒体亦对此跟进，有文章评论称“当代世界的战争与贫困，是哪些国家造成的，相信联合国自己也很清楚吧”、“真正在默默奉献的英雄，是不会稀罕在过节时故作高明的”。
《环球时报》指，事件中关于联合国是否采取“双重标准”的声音非常强烈，即网友和媒体认为联合国不会在圣诞节、元旦节等节日发布类似微博，也不会在Facebook和Twitter上发表类似不当言论。《环球时报》还援引专家评论称“不让西方国家这样的战乱始作俑者去承担全球责任，却单只让中国承担全球责任，显然没有这个道理。”但也有观点指，联合国的推特账号在西方传统节日圣诞节时发送过类似信息，一条关于叙利亚，另一条关于全球贫困问题。
《凤凰卫视》评论员宋忠平认为，涉事微博并不代表联合国；事件体现的实际是相关编辑人员的“格局”太小。
事件发酵后，涉事微博被删除。

### 责任
2007年，美国外交官詹姆斯·沃瑟斯特罗姆对联合国驻科索沃官员的腐败表示担忧。他被联合国警察解雇并拘留。他对联合国和潘基文秘书长提起诉讼，在他的法庭上，联合国被指示就不当解雇向他赔偿65000美元。

### 海地霍乱爆发
来自尼泊尔的联合国援助人员被确定为霍乱爆发的源头，霍乱导致1万多海地人死亡，数十万人患病。然而，联合国声称享有外交豁免权，并拒绝提供赔偿。疫情再次爆发六年后，当时已有9000多名海地人死亡，时任秘书长潘基文最终承认联合国在疫情中的罪责，并表示“深感抱歉”。秘书长承诺花费4亿美元援助受害者，改善国家摇摇欲坠的卫生和供水系统。截至2020年1月，即疫情爆发近十年后，联合国仅完成了这一数字的5%。